# Gare de Cambrai-Annexe
Ne doit pas être confondue avec la gare de Cambrai.
La gare de Cambrai-Annexe est une gare ferroviaire française (fermée) de la ligne de Busigny à Somain, située dans le quartier Saint-Cloud de la ville de Cambrai, sous-préfecture du département du Nord, en région Hauts-de-France.
Elle est mise en service en 1858, par la Compagnie des chemins de fer du Nord. C'est une ancienne gare de la Société nationale des chemins de fer français (SNCF), qui restait utilisée par le service du fret jusque dans les années 2010. C'est en effet en gare de Cambrai (ex-Cambrai-Ville), située à proximité du centre-ville, qu'a lieu la desserte voyageurs.

## Situation ferroviaire
Établie à 76 mètres d'altitude, la gare de Cambrai-Annexe est située au point kilométrique (PK) 205,794 de la ligne de Busigny à Somain, entre les gares ouvertes de Wambaix et d'Escaudœuvres.
Les trains de voyageurs desservent la gare de Cambrai, établie sur la ligne de Saint-Just-en-Chaussée à Douai, du fait de la bifurcation de Cambrai-Sud, vers le raccordement de Cambrai-Sud, et la bifurcation d'Awoingt-Ouest, vers le raccordement de Cambrai-Nord.

## Histoire

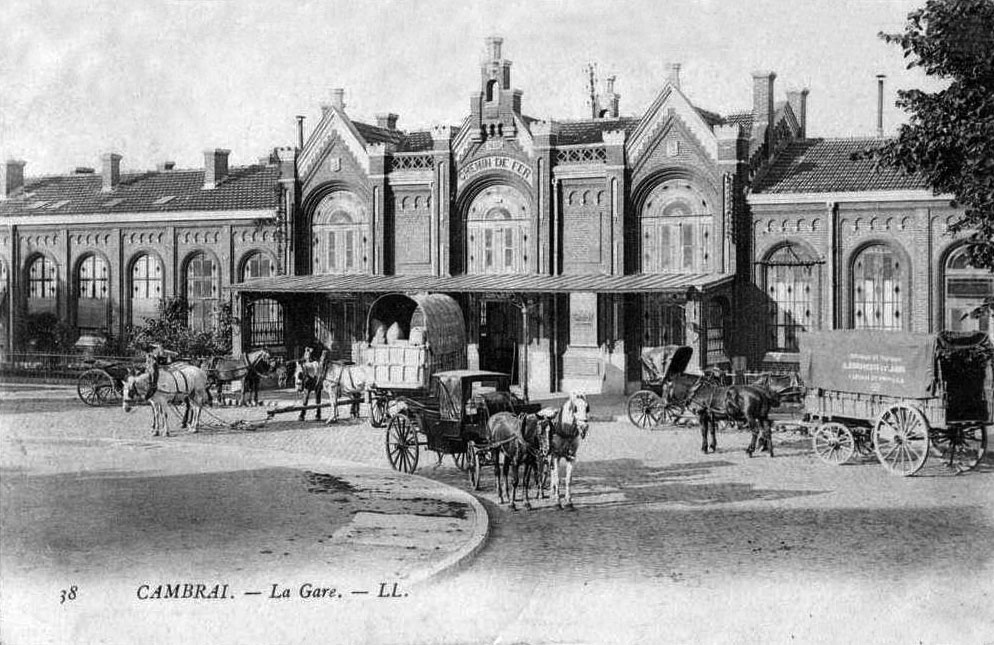
La gare, vers 1900.

La station de Cambrai est mise en service le 15 juillet 1858 par la Compagnie des chemins de fer du Nord, lorsqu'elle ouvre à l'exploitation la ligne de Busigny à Somain.
Le tableau du classement par produit des gares du département du Nord pour l'année 1862, réalisé par Eugène de Fourcy, ingénieur en chef du contrôle, place la station de Cambrai au 11e rang, et au 19e pour l'ensemble du réseau du Nord, avec un total de 603 331,35 francs. Dans le détail, cela représente : 252 602,33 francs pour un total de 90 609 voyageurs transportés, la recette marchandises étant de 47 867,88 francs (grande vitesse) et 302 861,14 francs (petite vitesse).
Elle perd son statut de gare principale de la ville et prend le nom de gare annexe, lors de la mise en service de la gare de Cambrai-Ville au début des années 1900.
La gare de Cambrai-Ville est fermée au service des marchandises le 15 juillet 2008, l'activité étant alors reportée en gare de Cambrai-Annexe (uniquement ouverte aux trains massifs).
Les installations (notamment le faisceau de voies) sont déposées en 2011, dans le cadre du projet « SOLOCA » (modernisation de la ligne Somain – Lourches – Cambrai). La signalisation est commandée à partir du PCD (poste à commande décentralisé) de Somain depuis novembre 2014. Les postes 1 (commandant les bifurcations nord et sud) et 2 de Cambrai (gérant quant à lui les voies de service de Cambrai-Annexe), ainsi que les anciens quais, ont été détruits en avril 2016.

## Patrimoine ferroviaire
L'ancien bâtiment voyageurs, désormais propriété de la ville de Cambrai, est devenu la « salle Maréchal ».